# Ellipsoïde de révolution
Pour les articles homonymes, voir Sphéroïde.
Pour un article plus général, voir Ellipsoïde.
En mathématiques, un ellipsoïde de révolution, ou sphéroïde, est une surface de révolution obtenue par rotation dans l'espace d'une ellipse autour de l'un de ses axes de symétrie. Comme tout ellipsoïde, il s'agit d'une surface quadrique, c'est-à-dire qu'elle est décrite par une équation de degré 2 en chaque coordonnée dans un repère cartésien.
L'expression peut aussi parfois désigner le volume borné délimité par cette surface, notamment pour décrire des objets physiques tels que la Terre ou des noyaux atomiques.
Un ellipsoïde de révolution peut être :
- allongé (ou oblong ou prolate) si l'axe de rotation est l'axe principal (ou grand axe) de l'ellipse, ce qui lui donne une forme de ballon de rugby ;
- aplati (oblate) dans le cas contraire (par exemple la surface de la Terre, approximativement) ;
- sphérique, dans le cas particulier où l'ellipse génératrice est un cercle.

## Propriétés

### Paramétrisation
Dans un plan de coupe contenant l'axe de rotation, la trace de l'ellipsoïde est une ellipse paramétrée en coordonnées cylindriques par un angle au centre θ variant entre 0 et 2π sous la forme :
{\displaystyle {\begin{cases}r(\theta )=q\cos \theta \\z(\theta )=p\sin \theta \end{cases}}}
où p est le rayon polaire (longueur du demi-axe de rotation) et q le rayon équatorial de l'ellipsoïde.
L'ellipsoïde de révolution est donc paramétré en coordonnées cartésiennes dans un repère orthonormal approprié par :
{\displaystyle {\begin{cases}x(\theta ,\phi )=q\cos \theta \cos \phi \\y(\theta ,\phi )=q\cos \theta \sin \phi \\z(\theta ,\phi )=p\sin \theta \end{cases}}}
où l'angle de rotation ϕ varie entre 0 et π.
Cette paramétrisation n'est pas unique. Une paramétrisation équivalente, mais qui rend justice à la symétrie de révolution autour de l'axe Oz et à la symétrie par rapport au plan xOy, prend θ compris entre −π/2 et +π/2, et ϕ entre 0 et 2π ou −π et +π.

### Équation cartésienne
La paramétrisation proposée ci-dessus fournit l'équation cartésienne :
{\displaystyle {\frac {x^{2}}{q^{2}}}+{\frac {y^{2}}{q^{2}}}+{\frac {z^{2}}{p^{2}}}=1}qui montre que l'ellipsoïde de révolution est une surface quadrique.
Avec ces notations, un ellipsoïde de révolution apparaît comme l'image d'une sphère de rayon q par une affinité de rapport p/q parallèlement à l'axe de rotation.

### Volume intérieur
Le volume intérieur délimité par un ellipsoïde de révolution s'obtient comme cas particulier du volume d'un ellipsoïde quelconque :
{\displaystyle V={\frac {4}{3}}\pi pq^{2}}
où p est le rayon polaire et q le rayon à l'équateur.

### Aire
L'aire d'un ellipsoïde de révolution est donnée par deux formules différentes selon que l'axe de symétrie de l'ellipse utilisé pour la rotation est son grand axe ou son petit axe. Pour lever les ambiguïtés, les notations choisies sont les notations usuelles pour les ellipses : la demi-longueur du grand axe est notée a, celle du petit axe est notée b, l'excentricité e étant donnée par la formule :{\displaystyle e={\frac {\sqrt {a^{2}-b^{2}}}{a}}.}
- Si a = b, l'aire se calcule avec la formule suivante :{\displaystyle A=4\pi R^{2},}où R = a = b.
- Lorsque l'axe de rotation est le petit axe, l'ellipsoïde est aplati, son rayon polaire étant strictement inférieur à son rayon équatorial, et l'aire est donnée par la formule :{\displaystyle A=2\pi a^{2}+{\frac {\pi b^{2}}{e}}\ln {\frac {1+e}{1-e}}.}
- Lorsque l'axe de rotation est le grand axe, l'ellipsoïde est allongé, son rayon polaire étant strictement supérieur à son rayon équatorial, et l'aire est donnée par la formule :{\displaystyle A=2\pi b^{2}+2\pi ab{\frac {\arcsin e}{e}}.}

## Applications
Plusieurs exemples d'ellipsoïdes de révolution apparaissent en physique. Par exemple, une masse fluide soumise à sa propre attraction gravitationnelle et en rotation sur elle-même forme un ellipsoïde aplati. Un autre exemple est donné par la déformation de la Terre et surtout du niveau des océans en un ellipsoïde allongé sous l'action d'un champ gravitationnel extérieur, donnant lieu au phénomène des marées.